# Xaviera Simmons
Xaviera Simmons (n. en Nueva York el 1 de mayo de 1974) es una artista contemporánea estadounidense, que ha trabajado en fotografía, performance, videoarte, sonido, escultura e instalaciones. Su práctica de estudio se enraíza en una investigación en progreso de la experiencia sensorial, la memoria y la abstracción dentro de las presentes y futuras historias - específicamente las nociones cambiantes que rodean el paisaje - como lo cíclico frente a lo lineal. Simmons está comprometida con el examen de diferentes modos y procesos artísticos; puede dedicar parte del año a la fotografía, otra parte de la performance y otros momentos a la instalación, el vídeo o dedicarse a trabajar con el sonido.

## Formación
Nacida el 1.º de mayo de 1974 y criada en Harlem y Queens, Simmons sigue residiendo allí hoy en día. Recibió su BFA del Bard College en 2004, estudiando con An-My Lê, Larry Fink (fotógrafo), Mitch Epstein, Luc Sante, y Stephen Shore. Completó el programa de estudio independiente del Whitney Museum of American Art en Arte de estudio, en 2005, al mismo tiempo que acababa la formación como actriz, de dos años, con The Maggie Flanigan Studio. La obra de Simmons ha sido expuesta en instituciones internacionales, entre ellas el Museum of Modern Art (Nueva York), MoMA PS1 (Long Island City, Nueva York), Museo de Arte Contemporáneo de Chicago, Studio Museum en Harlem (Nueva York), M.º de Arte Contemporáneo de Houston, Centro de Arte Walker (Minneapolis), el Museo de Arte de Miami, y el Instituto de Arte Contemporáneo de Boston. En 2017, Simmons tuvo una exposición en solitario de su obra en el Instituto de Estudios Avanzados Radcliffe en la universidad de Harvard. Para complementar su práctica como artista visual, Simmons también ha estudiado aspectos de matronería y herbología.

## Obras
Xaviera Simmons: Coded (2016)
Coded fue una pequeña exposición de investigación en The Kitchen. En relación con la exposición, Simmons creó también una obra de performance que usa recursos y materiales de archivo para explorar la historia queer, la homoerótica y la cultura de baile jamaicano. Simmons explica la homoerótica de Coded como "parte de la obligación del artista, en la era Trump, de abrir la imaginación, de manera que se vea a todas las personad como humanas". Ella misma se define como heterosexual, al formar parte de una relación hetero, pero advierte que al mismo tiempo es neoyorquina, e indica que creció en una Nueva York muy diversa. "Los mejores amigos de mi madre en los setenta y ochenta eran hombre gais y queer", de manera que se refiere a Coded como una especie de "álbum de familia".
Xaviera Simmons: Underscore (2013–14)
Bebiendo de la práctica de Simmons como artista multidisciplinar, Underscore fue representada en The Aldrich Contemporary Art Museum, donde ella presentó dos fotografías, una instalación de filminas, y una performances en el lugar titulada Number 17. Cada uno de estos componentes se inspiraba en elementos de música tanto en vivo como grabada: las fotografías Warm Leatherette (2009) y Horse (2009) usan cubiertas familiares de LP como máscaras para sus personajes, la instalación de filminas Into the Rehearsal eran manipulaciones digitalizadas de imágenes a baja resolución de grabaciones de baile jamaicano (hay referencias a una forma de baile popular, llamada daggering tomada de Internet, y Number 17 transforma la Galería Opatrny del Museo en un espacio para que Simmons construyera performances improvisadas de sonido e imagen junto con prácticas de larga duración y action painting.
Archive As Impetus: Artists Experiment (2013)
Simmons participó en la serie de experimentos de artistas en el MoMA de Nueva York. Actuó como artista y archivista, trazando la propia historia del museo, mientras extraía y reinstalaba ejemplos de acción política a través del gesto.
Index Series (2013)
La serie Index de Simmons capturó imágenes de torsos casi humanos orientados a nivel del ojo humano: estas formas estaban realizadas con materiales efímeros como rosarios, tarjetas postales, fotografías arrugadas y fragmentos de joyería, metidas en pantalones vaqueros y leggings impresos. Estas obras son, efectivamente, imágenes fijas de cuerpos construidos con algunos elementos del mundo ral, pero que ocupan un espacio único justo más allá deél. Son archivos introducidos en cuerpos, reflejando la capacidad real del cuerpo de documentar y almacenar la memoria y la experiencia.
Thundersnow Road (2010)
Encargo del Museo de Arte Nasher en la universidad de Duke como parte de su exposición de 2010 The Record: Contemporary Art and Vinyl, Simmons colabor´con un grupo de artistas para producir una instalación híbrida de música y fotografía de paisaje. Simmons viajó y exploró las diferentes topografías de Carolina del Norte a lo largo de un período de diez días. Las imágenes que tomó le servirían como "cubiertas de álbum" para canciones grabadas por artistas como My Morning Jacket's Jim James, Superchunk's Mac McCaughan, y miembros de TV On the Radio Kyp Malone, Tunde Adebimpe, y Jaleel Bunton. El sello discográfico con sede en Durham Merge Records sirvió de productor musical.
Bronx As Studio (2008)
El programa de Public Art Fund para artistas emergentes, In the Public Realm, encargó a Simmons que produjera un proyecto de tres semanas en junio de 2008, usando las calles del Bronx como espacio para juegos de acera, retratos fotográficos clásicos y performances. Se animaba a los peatones a participar en diversas actividades que incluían rayuela, hablar en tarima, ajedrez y saltar a la comba. Simmons proporcionó cuerdas y elementos de fondo, contra el cual se grababan todas las actividades espontáneas del público. Retratos en color fueron enviados directamente a los participantes, como una forma de completar el proceso de una participación activa y creativa.

## Residencias y becas
- Beca de la Fundación de Arte Contemporáneo, Nueva York, NY (2015)
- Visitante en el departamento de Escultura, Universidad de Yale, New Haven, Connecticut (2013)
- Iniciativa smARTpower, Departamento de Estado de los EE. UU., Washington, D. C. (2012)
- Artista residente, Museo Studio en Harlem, Nueva York, NY (2011-2012)
- Residencia, Centro de Arte Contemporáneo (Futura), Praga, República Checa (2010)
- Beca de Emergencia, Fundación para las Artes Contemporáneas, Nueva York, NY (2009)
- Beca Art Matters, Nueva York, NY (2009)
- Premio David C. Driskell, High Museum of Art, Atlanta, Georgia (2008)
- Artista residente, Light Work, Syracuse, Nueva York (2008)
- In The Public Realm, Public Art Fund, Nueva York, NY (2008)
- Artista residente, Art Omi, Ghent, NY (2008)
- Iniciativa Urban Artist, Nueva York, NY (2008)
- The New York Community Trust Fellowship, Nueva York, NY (2007)
- Beca de Viaje y Estudio de la Fundación Jerome (2007)
- Residencia Workspace, The Lower Manhattan Cultural Council, Nueva York, NY (2007)
- Artista residente, Centro para la fotografía de Woodstock, Woodstock, NY (2006)
- New Commissions, Art In General, Nueva York, NY (2006)
- Programa de arte de verano Acadia (Kippy Kamp), Acadia, ME (2005)
- Artista residente, Centro jamaicano para las artes y la enseñanza, Jamaica, NY (2005)
- Creative Capital/Aljira: Emerge 7, Newark, Nueva Jersey (2005)
- Visible Knowledge Program (VKP) Artist/Educator, The New Museum, Nueva York, NY (2005)
- Cave Canem Poets Fellow, Nueva York, NY (2002)

## Colecciones escogidas
- Deutsche Bank, Nueva York, NY
- Colección de arte UBS, Zúrich, Suiza
- El High Museum of Art, Atlanta, GA
- El Museo de Arte Nasher en la Universidad de Duke, Durham, NC
- La colección de la familia Rubell, Miami, FL
- El Studio Museum en Harlem, Nueva York, NY
- Colección de arte Agnes Gund, Nueva York, NY
- Museo de Arte Contemporáneo, Chicago, IL
- Museo Solomon R. Guggenheim, Nueva York, NY
- MoCA, Miami, FL
- Museo de Arte Pérez, Miami, FL